# هانز يواكيم أندريه
هانز-يواكيم أندريه (بالألمانية: Hans-Joachim Andree)‏ مواليد 6 يوليو 1950 في دورتموند، ألمانيا لاعب كرة القدم سابق.

## روابط خارجية
- هانز يواكيم أندريه على موقع قاعدة بيانات كرة القدم.إي يو (الإنجليزية)
- هانز يواكيم أندريه على موقع بيانات كرة القدم. دي إي (الألمانية)
- هانز يواكيم أندريه على موقع عالم كرة القدم.نت (الإنجليزية)